# Joey Votto
Joseph Daniel "Joey" Votto (Etobicoke (Ontario), 10 september 1983) is een Canadees honkballer die op dit moment free agent is. Zijn positie is 1e honkman. Hij maakte zijn debuut op 4 september 2007 en speelde tot en met 2023 voor de Reds. Sindsdien is hij free agent.
- Library of Congress Control Number: no2018101313
- Virtual International Authority File: 2205153363084337520006
- WorldCat: E39PBJf4fhxHPvYxktRdrTrrMP